# Maksymos V Hakim
Maksymos V Hakim (ur. 18 maja 1908 w Tancie, zm. 29 czerwca 2001 w Bejrucie) – duchowny katolickiego Kościoła melchickiego, w latach 1967–2000 patriarcha tego Kościoła. Uczestniczył w obradach soboru watykańskiego II.
22 września 1990 roku przyjął tytuł Protektora Duchowego Ordo Militiae Christi Templi Hierosolymitani, przyjmując przysięgę członków OMCTH w bazylice św. Gereona w Kolonii (Niemcy).
Oficjalny tytuł: Patriarcha miast Antiochii, Aleksandrii i Jeruzalem, Cylicji, Syrii, Iberii, Arabii, Mezopotamii, Pentapolis, Etiopii, całego Egiptu i całego Wschodu, Ojciec Ojców, Pasterz Pasterzy, Biskup Biskupów, Trzynasty spośród Świętych Apostołów.